# Palaeamathes
Palaeamathes is een geslacht van vlinders van de familie Uilen (Noctuidae), uit de onderfamilie Noctuinae.

## Soorten
- P. erythrostigma Boursin, 1954
- P. hoenei Boursin, 1954
- P. mesoscia Boursin, 1954
- P. polychroma Boursin, 1954